# Henrietta de Nassau-Weilburg
Henrietta Alexandrine Friederike Wilhelmine de Nassau-Weilburg (n. 30 octombrie 1797 - d. 29 decembrie 1829) a fost soția Arhiducelui Carol, Duce de Teschen. Soțul ei a fost un general notabil al războaielor napoleniene și victorios în Bătălia de la Aspern-Essling împotriva lui Napoleon I al Franței.

## Familie

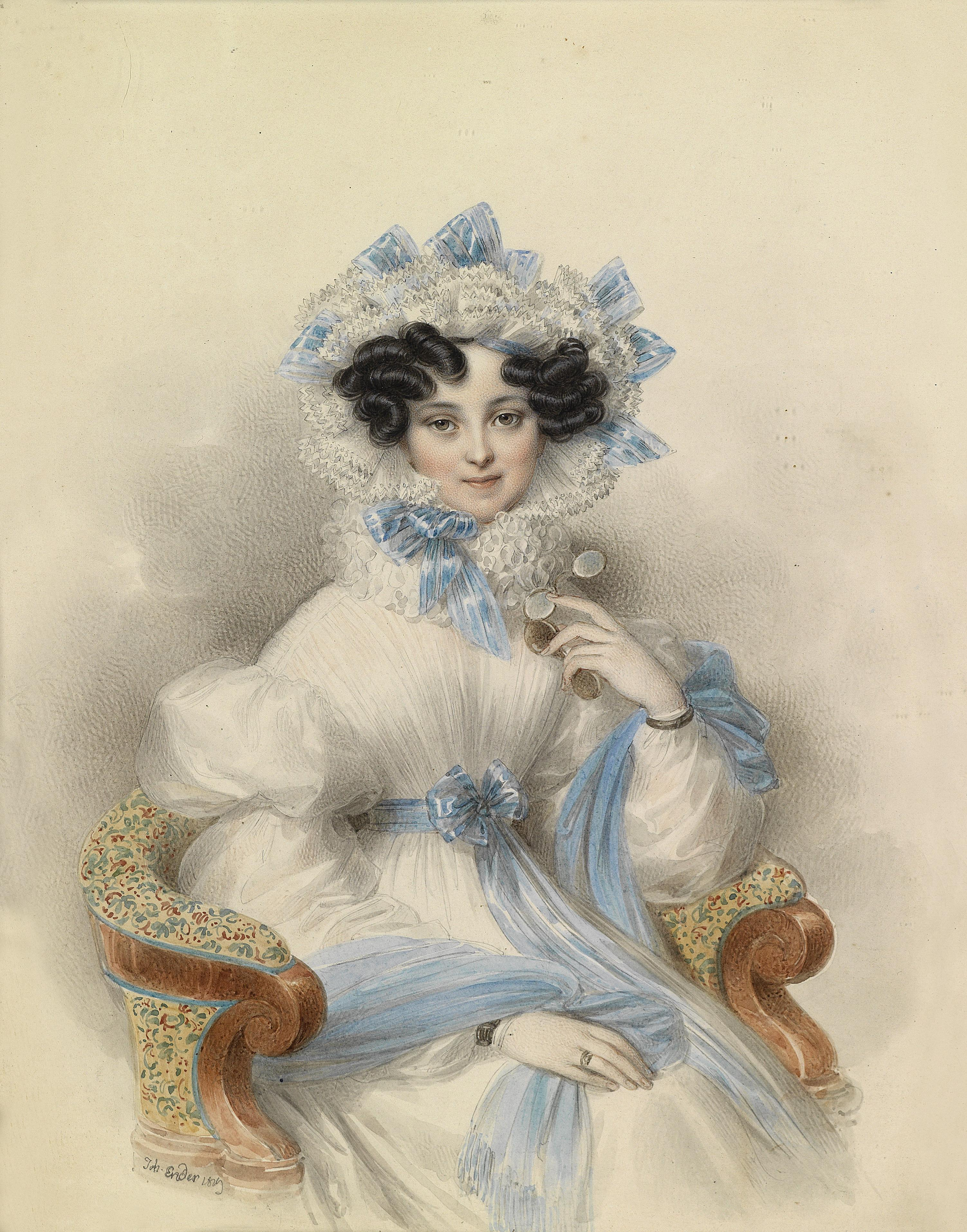
Prințesa Henrietta în 1829.

Henrietta a fost fiica cea mică a lui Frederic Wilhelm, Prinț de Nassau-Weilburg (1768–1816) și a soției sale, Louise Isabelle de Kirchberg. Bunicii paterni au fost Karl Christian de Nassau-Weilburg și Prințesa Wilhelmine Carolina de Orania-Nassau.
Wilhelmine Carolina a fost fiica lui Wilhelm al IV-lea, Prinț de Orania și a Annei, Prințesă Regală. Anne a fost fiica cea mare a regelui George al II-lea al Marii Britanii și a reginei Caroline de Ansbach.

## Căsătorie
La 15 septembrie/17 septembrie 1815, la Weilburg, Henrietta s-a căsătorit cu Arhiducele Carol, Duce de Teschen. Mireasa avea aproape 18 ani iar mirele 44. Soțul ei a fost fiul împăratului Leopold al II-lea și a împărătesei Maria Louisa a Spaniei. El a fost adoptat și crescut de mătușa sa care nu avea copii, Maria Cristina de Austria și soțul ei Albert de Saxa-Teschen. El a fost moștenitorul ducatului de Teschen, la conducerea căruia a venit în 1822. Mariajul a fost unul fericit.